# Aéroport de Fuerteventura
Pour les articles homonymes, voir FUE.
L'Aéroport de Fuerteventura également connu sous le nom de El Matorral (code IATA : FUE • code OACI : GCFV) est un aéroport espagnol desservant l'île de Fuerteventura dans l'Archipel et la Communauté autonome des Îles Canaries, dans l'Océan Atlantique.
Pour ce qui est du trafic aérien il compte parmi les 12 plus importants aéroports espagnols.

## Situation
| \| 20 km1:4 805 000 \| El Hierro Fuerteventura Gran Canaria La Gomera La Palma Lanzarote Tenerife-Nord Tenerife-Sud |
| 20 km1:4 805 000 |

L'aéroport se situe à 5 km au sud-ouest de la ville de Puerto del Rosario et sur la côte est de l'île.
Construit au bord de la mer, les avions décollent directement sur l'océan Atlantique.
Les approches d'atterrissages des vols européens se font au large, en mer, au nord-est de l'île.
Les avions de ligne effectuent ensuite un virage plus au sud, depuis la mer vers la côte, puis reviennent vers l'aéroport en survolant les terres.
L'aéroport de Fuerteventura est à 4 h de vol de Paris et à 2 h 30 de Madrid.

## Compagnies aériennes et destinations

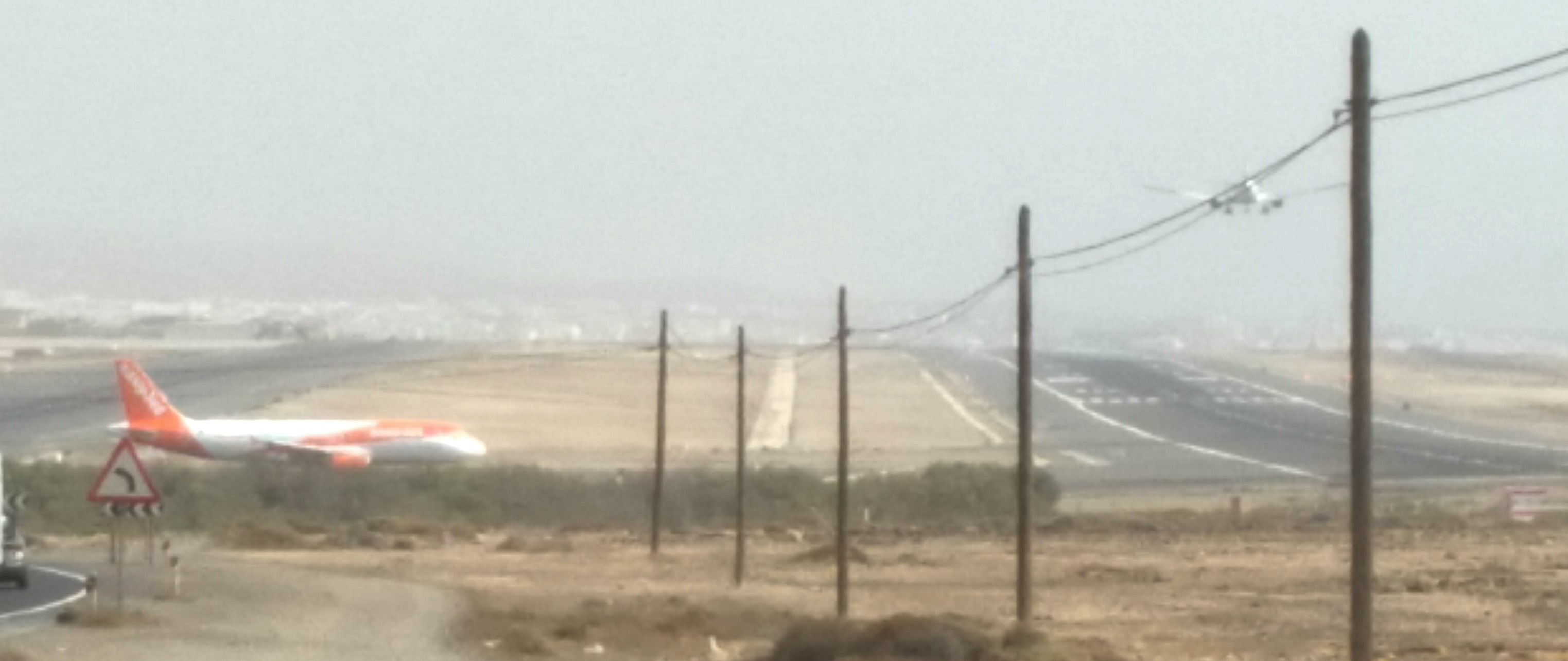
Pistes aéroport de Fuerteventura - avion prêt pour décollage

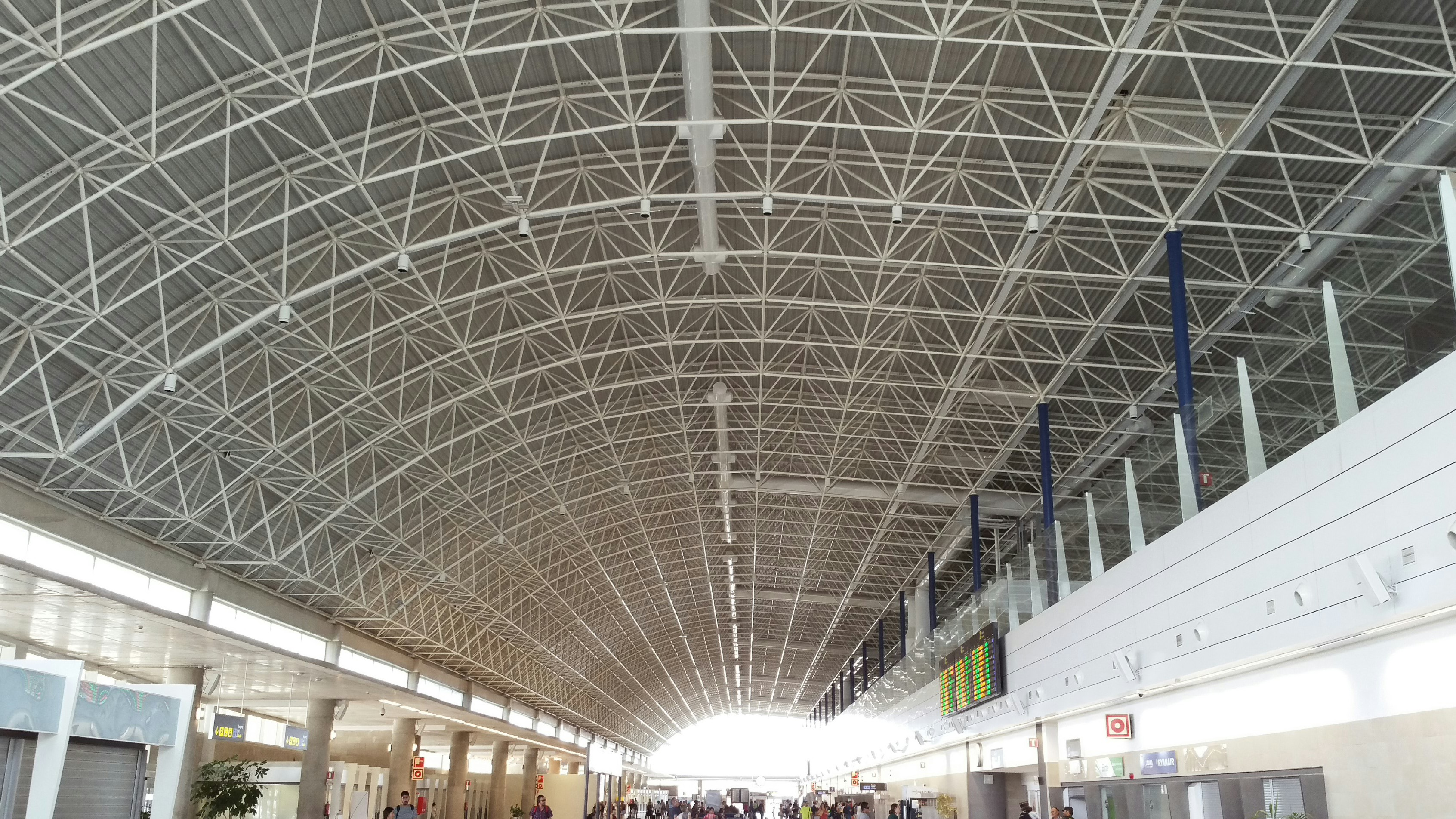
Hall de l'aéroport de Fuerteventura

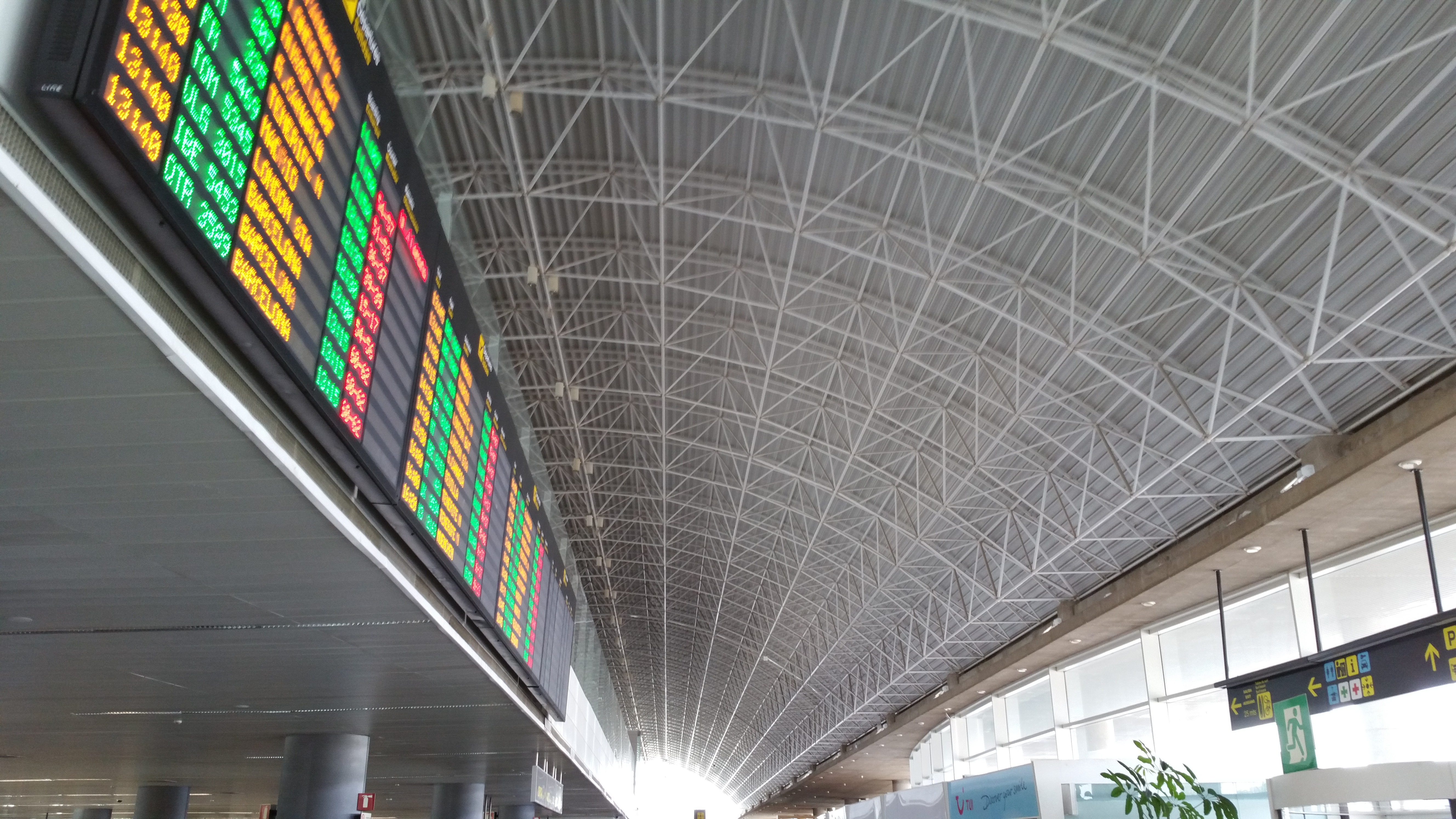
Tableau des départs

| Compagnies              | Destinations |
| ----------------------- | --- |
| Aer Lingus              | En saison: Dublin |
| AlbaStar                | En saison: Bergame-Orio al Serio |
| Austrian Airlines       | En saison : Vienne-Schwechat |
| Binter Canarias         | La Palma, Las Palmas/Gran Canaria, Ténériffe-Nord En saison: Madère-C. Ronaldo |
| British Airways         | En saison: Londres-Gatwick |
| Brussels Airlines       | Bruxelles-National |
| CanaryFly               | Las Palmas/Gran Canaria, Ténériffe-Nord |
| Chair Airlines          | En saison: Zurich |
| Condor                  | - Düsseldorf, - Francfort, - Hambourg-H.-Schmidt, - Leipzig/Halle, - Munich-F. J. Strauß, - Stuttgart |
| Corendon Airlines       | Cologne/Bonn-K. Adenauer, Düsseldorf, Hanovre, Nuremberg-A. Dürer |
| Corendon Dutch Airlines | Amsterdam |
| Discover Airlines       | Francfort |
| easyJet                 | - Berlin-Brandebourg, - Bordeaux-Mérignac, - Bristol, - Londres-Gatwick, - Londres-Luton, - Milan-Malpensa, - Paris-Charles de Gaulle En saison : - Amsterdam, - Édimbourg, - Lisbonne-H. Delgado, - Lyon-Saint-Exupéry, - Manchester |
| easyJet Switzerland     | Bâle-Mulhouse En saison : Genève-Cointrin |
| Edelweiss Air           | Zurich |
| Eurowings               | Cologne/Bonn-K. Adenauer, Düsseldorf, Hambourg-H.-SchmidtMunich-F. J. Strauß En saison: Berlin-Brandebourg, Nuremberg-A. Dürer, Stuttgart |
| Eurowings Discover      | Francfort, Munich-F. J. Strauß |
| Enter Air               | Katowice-Pyrzowice Charter: Varsovie-Chopin En saison Charter : Karlsruhe/Baden-Baden, Wrocław-N. Copernic |
| Finnair                 | En saison charter : Helsinki-Vantaa |
| Freebird Airlines       | En saison Charter: Cologne/Bonn-K. Adenauer, Leipzig/Halle, Paderborn-Lippstadt |
| Iberia                  | Madrid-Barajas En saison: Séville-San Pablo, Valence |
| Iberia Express          | Madrid-Barajas |
| Jet2.com                | - Belfast, - Birmingham, - Bristol, - East Midlands, - Édimbourg, - Glasgow, - Leeds-Bradford, - Londres-Stansted, - Manchester, - Newcastle |
| Lufthansa               | En saison : Munich-F. J. Strauß |
| Luxair                  | Luxembourg-Findel |
| Marabu                  | En saison: Munich-F. J. Strauß |
| Neos                    | Bologne-Borgo Panigale, Milan-Malpensa, Rome Léonard-de-Vinci/Fiumicino, Vérone - Villafranca |
| Play                    | En saison: Reykjavik-Keflavík |
| Ryanair                 | - Barcelone-El Prat, - Bergame-Orio al Serio, - Berlin-Brandebourg, - Birmingham, - Charleroi Bruxelles-Sud, - Cork, - Dublin, - East Midlands, - Édimbourg, - Leeds-Bradford, - Liverpool-J.-Lennon, - Londres-Luton, - Londres-Stansted, - Madrid-Barajas, - Manchester, - Memmingen, - Naples-Capodichino, - Newcastle, - Pise-Galileo Galilei, - Saint-Jacques-de-Compostelle, - Séville-San Pablo, - Shannon, - Valence, - Venise - Marco Polo En saison : - Bologne-Borgo Panigale, - Cologne/Bonn-K. Adenauer, - Rome Léonard-de-Vinci/Fiumicino, - Vienne-Schwechat, - Weeze |
| Scandinavian Airlines   | En saison charter: Copenhague-Kastrup, Göteborg, Oslo-Gardermoen |
| SmartWings              | Brno-Tuřany, Budapest-Ferenc Liszt, Katowice-Pyrzowice, Prague-Václav-Havel, Varsovie-Chopin |
| Sunclass Airlines       | En saison charter: Stockholm-Arlanda |
| Sundair                 | Berlin-Brandebourg, Brême, Dresde, Cassel |
| TAP Air Portugal        | Lisbonne-H. Delgado |
| Transavia               | Amsterdam |
| Transavia France        | En saison : Nantes-Atlantique, Paris-Orly |
| TUI Airways             | Birmingham, Bristol, Londres-Gatwick, Manchester |
| TUI fly Belgium         | Bruxelles-National |
| TUI fly Deutschland     | Düsseldorf, Francfort, Hanovre, Munich-F. J. Strauß, Stuttgart |
| TUI fly Netherlands     | Amsterdam, Rotterdam-La Haye |
| Volotea                 | - Bordeaux-Mérignac, - Lyon-Saint-Exupéry, - Marseille-Provence, - Nantes-Atlantique, - Oviédo-Asturies, - Toulouse-Blagnac En saison: Lille Lesquin |
| Vueling                 | - Alicante-Elche, - Barcelone-El Prat, - Bilbao, - Malaga-Costa del Sol, - Paris-Orly, - Saint-Jacques-de-Compostelle, - Séville-San Pablo, - Valence |
| Wizz Air                | En saison: Katowice-Pyrzowice, Varsovie-Chopin, Bucarest-H. Coandă |